# 百川 (落語)
百川（ももかわ）は古典落語の演目。6代目三遊亭圓生の十八番として知られる。
登場する料亭「百川」は、日本橋浮世小路で明和ごろから明治元年にかけて営業した実在の料亭「百川楼」がモデルであるとされる。また、実話が元になっているとも、この百川楼が宣伝のために作ったとも言われる。

## あらすじ
演者はまず、東京の祭りの風習について語り、かつて用いられた「四神剣」（しじんけん＝四神を描いた幡）について触れる。
田舎を出てきたばかりの男・百兵衛（ひゃくべえ）は日本橋浮世小路にある老舗の料亭「百川（ももかわ）」に雇われることとなった。彼は店の者とも会話がままらないほど酷い訛りがあるが、店の裏方であり、客と接することはまずなかった。
ある昼間、女中が髪結いで動けない時に、2階の座敷から客の声があり、仕方なく主人は手が空いていた（あるいは、お目見えの日でたまたま羽織を着ていた）百兵衛に客の用件を聞きに行くよう命令する。座敷の客は朝から来ている魚河岸の若い衆であり、彼らは祭りの際に隣町から借りた四神剣を、遊ぶ金欲しさに質入れしてしまい、どう請け出すかをめぐって言い争っている。そこに百兵衛が現れ、「私、主人家（しゅじんけ）の抱え人でございまして」と挨拶するも、訛りのせいで「私、四神剣の掛け合い人でございまして」と若い衆は聞き間違ってしまう。隣町の代理人が四神剣の回収に来たこと、また今の話を聞かれたと勘違いし慌てる若衆たちであったが、いっそ抱き込んでしまえと百兵衛に酒を勧める。しかし、百兵衛は自分は下戸だと言ってこれを断る。これを買収に応じないと早合点した若い衆たちは今度は、くわいのきんとん(別意として慈姑((くわい))の金団((きんとん))とは理解や納得のしにくい事柄をいう)を差し出して「ここはひとつ、グッと呑み込んでもらいてえ」と懇願する。これは「ここでの話を飲み込む（見逃す）」という隠語であったが、百兵衛は意味をそのまま解釈してしまい、くわいを苦しみながら丸呑みし、逃げるように1階に下がる。若い衆は「あれはきっと名のある親分だ。俺たちの立場を分かって、わざとああしたのだ」と勝手に感心し、改めて店の者を呼ぶ。
主人は台所で水を飲んでいた百兵衛にまた客のところに言って欲しいと頼むが、彼は次は何を飲ませられるか分からないと狼狽する。そこで主人は柄の悪い客がからかったんだろうと宥め、次は訛りを抑えるように言う。
店の者を呼んだはずなのに「親分」が再び来たので若い衆たちは慌てるが、今度は訛りを抑えた百兵衛が事情を説明したことで、彼らは自分たちの早合点に気づく。呆れつつ、若い衆は本来の目的であった「長谷川町・三光新道（さんこうじんみち）の常磐津語りの師匠である歌女文字（かめもじ）」を呼んで欲しいと頼み、河岸の若いもんが4、5人来ていると言えば話は通るという。しかし、百兵衛は理解が追いつかず何度か聞き返し、面倒になった若い衆も三光新道に着いたら、その辺の人に頭に「か」の付く名高い人と聞けば分かると答える。
百兵衛は途中で名前を忘れてしまい、若い衆の言に従って道行く人たちに頭に「か」の付く名高い人を聞いて回り始める。すると1人が、それは医者の鴨池玄林（かもじ げんりん）先生ではないかと言う。それを聞いた百兵衛は、確かに鴨池だったと喜び、鴨池宅を訪ねる。百兵衛は対応した使用人に「今朝がけに河岸の若いもんが4、5人来（き）られやした」と用件を伝えるが、鴨池は「袈裟懸けに河岸の若いもんが4、5人斬られやした」と喧嘩で刃傷沙汰があったものと勘違いする。これは一大事だと鴨池は、消毒用の焼酎や包帯用のサラシの布、傷薬代わりの鶏卵を入れた薬箱を用意し、自分はすぐに駆け付けるので、これを持って先に戻るように言う。
店に戻った百兵衛は座敷に薬箱を置く。それを見て若い衆は三味線の箱にしては小さいなどと不思議がり、中を見ると焼酎とサラシと鶏卵が入っているため、これを使って歌女文字師匠が良い声を出すんだなと勘違いする。そこに鴨池がやってくるが、鴨池と若い衆はそこで百兵衛が間違えたことに気づく。
若い衆がお前ほど間抜けな者はいないと罵倒すると、百兵衛はどれだけ抜けているかと聞き返し、苛立った若い衆は全部だと返す。すると、百兵衛は「か・め・も・じ」「か・も・じ」と指を折って数えて確認後に言う。
「全部じゃない。たった1字だ」